# 1993 no cinema
O ano de 1993 no cinema envolveu muitos filmes significativos, incluindo os sucessos de bilheteria Jurassic Park, O Fugitivo e A Firma.

## Maiores bilheterias
Os 10 filmes mais lançados em 1993 por arrecadação mundial são os seguintes:
| Ranque | Título               | Distribuidor     | Bilheteria global |
| ------ | -------------------- | ---------------- | ----------------- |
| 1      | Jurassic Park        | Universal        | US$ 914,691,120   |
| 2      | Mrs. Doubtfire       | 20th Century Fox | US$ 441,286,195   |
| 3      | The Fugitive         | Warner Bros.     | US$ 368,875,760   |
| 4      | Schindler's List     | Universal        | US$ 321,306,305   |
| 5      | The Firm             | Paramount        | US$ 270,248,367   |
| 6      | Indecent Proposal    | Paramount        | US$ 266,614,059   |
| 7      | Cliffhanger          | TriStar/Carolco  | US$ 255,000,211   |
| 8      | Sleepless in Seattle | TriStar          | US$ 227,799,884   |
| 9      | Philadelphia         | TriStar          | US$ 206,678,440   |
| 10     | The Pelican Brief    | Warner Bros.     | US$ 195,268,056   |

## Prêmios
- Oscar 1993
- Globo de Ouro de 1993

## Eventos
- 29 de março - Unforgiven, de Clint Eastwood, foi o grande vencedor da noite dos Óscares de Hollywood: melhor filme, realizador, montagem e ator secundário.
- 24 de Maio - Palma de Ouro do Festival de Cinema de Cannes para Adeus, Minha Concubina, de Chen Kaige, e O Piano, de Jane Campion. O Grande Prémio do Júri distinguiu Wim Wenders.
- 7 de Novembro - Vale Abraão, de Manoel de Oliveira, é distinguido com o Prémio da Crítica na 17ª Mostra Internacional de Cinema de São Paulo.

## Principais filmes estreados
- 1 de janeiroː Adeus, Minha Concubina
- 12 de fevereiroː Groundhog Day
- 11 de Junhoː Jurassic Park
- 5 de agostoː O Piano
- ̇8 de setembroː The Joy Luck Club
- ̇24 de setembroː Dazed and Confused
- ̇1 de outubroː Jamaica abaixo de Zero

## Nascimentos
| Data            | Nome                        | Profissão                                  | Nacionalidade      | Observações | Ref |
| --------------- | --------------------------- | ------------------------------------------ | ------------------ | ----------- | --- |
| 6 de janeiro    | Witsarut Himmarat           | ator                                       | Tailândia          |             |     |
| 26 de janeiro   | Cameron Bright              | ator                                       | Canadá             |             |     |
| 7 de fevereiro  | David Dorfman               | ator                                       | Estados Unidos     |             |     |
| 12 de fevereiro | Jennifer Stone              | atriz                                      | Estados Unidos     |             |     |
| 19 de Fevereiro | Victoria Justice            | atriz e cantora                            | Estados Unidos     |             |     |
| 15 de Março     | Alia Bhatt                  | atriz, modelo, cantora e empresária        | Índia              |             |     |
| 17 de Março     | Sérgio Malheiros            | ator                                       | Brasil             |             |     |
| 22 de Março     | Lucas Salles                | ator e repórter                            | Brasil             |             |     |
| 26 de Abril     | Brunno Abrahão              | ator                                       | Brasil             |             |     |
| 10 de Maio      | Daniel Torres               | ator                                       | Brasil             |             |     |
| 13 de Maio      | Debby Ryan                  | atriz                                      | Estados Unidos     |             |     |
| 14 de Maio      | Miranda Cosgrove            | atriz                                      | Estados Unidos     |             |     |
| 26 de Junho     | Ariana Grande               | atriz e cantora                            | Estados Unidos     |             |     |
| 8 de Julho      | David Corenswet             | ator                                       | Estados Unidos     |             |     |
| 26 de Julho     | Taylor Momsen               | atriz e cantora                            | Estados Unidos     |             |     |
| 26 de Julho     | Elizabeth Gillies           | atriz e cantora                            | Estados Unidos     |             |     |
| 11 de Agosto    | Alyson Stoner               | atriz                                      | Estados Unidos     |             |     |
| 26 de Agosto    | Keke Palmer                 | atriz e cantora                            | Estados Unidos     |             |     |
| 18 de setembro  | Patrick Schwarzenegger      | ator                                       | Estados Unidos     |             |     |
| 25 de outubro   | Mia Goth                    | atriz                                      | Reino Unido        |             |     |
| 31 de outubro   | Letitia Wright              | atriz                                      | Reino Unido Guiana |             |     |
| 4 de novembro   | Drew Starkey                | ator                                       | Estados Unidos     |             |     |
| 4 de novembro   | Fandy Fan                   | ator e modelo                              | Taiwan             |             |     |
| 28 de novembro  | Chinnarat Siriphongchawalit | ator, cantor, modelo e comissário de bordo | Tailândia          |             |     |
| 8 de Dezembro   | AnnaSophia Robb             | atriz e cantora                            | Estados Unidos     |             |     |
| 11 de dezembro  | Yalitza Aparicio            | atriz                                      | México             |             |     |

## Mortes
| Data            | Nome                    | Profissão                           | Nacionalidade                | Observações | Ref |
| --------------- | ----------------------- | ----------------------------------- | ---------------------------- | ----------- | --- |
| 2 de Janeiro    | Elisa Fernandes         | atriz                               | Brasil                       | n.1950      |     |
| 20 de Janeiro   | Audrey Hepburn          | atriz                               | Bélgica                      | n. 1929     |     |
| 1 de Fevereiro  | Augusto Cabrita         | director de fotografia e realizador | Portugal                     | n. 1923     |     |
| 5 de fevereiro  | Joseph L. Mankiewicz    | cineasta                            | Estados Unidos               | n. 1909     |     |
| 15 de Fevereiro | Milton Moraes           | ator                                | Brasil                       | n. 1930     |     |
| 18 de Fevereiro | Josefina Silva          | actriz                              | Portugal                     | n. 1898     |     |
| 19 de Fevereiro | Carlos Augusto Strazzer | ator                                | Brasil                       | n 1946      |     |
| 19 de Fevereiro | Geraldo Alves           | ator e comediante                   | Brasil                       | n.1935      |     |
| 25 de Fevereiro | Rogério Paulo           | actor                               | Portugal                     | n. 1927     |     |
| 1 de Março      | Lilian Gish             | actriz                              | Estados Unidos               | n. 1893     |     |
| 17 de março     | Helen Hayes             | actriz                              | Estados Unidos               | n. 1900     |     |
| 31 de Março     | Brandon Lee             | ator                                | Estados Unidos               | n. 1965     |     |
| 20 de Abril     | Mário Moreno            | actor                               | México                       | n. 1911     |     |
| 25 de Abril     | Geraldo Del Rey         | ator                                | Brasil                       | n. 1930     |     |
| 2 de Maio       | Armando Bógus           | ator                                | Brasil                       | n. 1930     |     |
| 9 de Junho      | Alexis Smith            | atriz                               | Canadá                       | n. 1921     |     |
| 2 de Julho      | Fred Gwynne             | ator                                | Estados Unidos               | n. 1926     |     |
| 18 de Julho     | Jean Negulesco          | realizador                          | Estados Unidos               | n. 1900     |     |
| 30 de Julho     | Paulette                | ator e dançarino                    | Brasil                       | ??          |     |
| 16 de agosto    | Stewart Granger         | ator                                | Reino Unido / Estados Unidos | n. 1913     |     |
| 4 de Setembro   | Hervé Villechaize       | ator                                | França                       | n. 1943     |     |
| 29 de Setembro  | Gordon Douglas          | cineasta                            | Estados Unidos               | n. 1907     |     |
| 3 de Outubro    | Wilson Grey             | ator                                | Brasil                       | n.1923      |     |
| 10 de Outubro   | Riva Nimitz             | atriz                               | Brasil                       | n. 1936     |     |
| 26 de outubro   | Tião Macalé             | humorista                           | Brasil                       | n. 1926     |     |
| 27 de Outubro   | Vincent Price           | ator                                | Estados Unidos               | n. 1911     |     |
| 1 de Novembro   | Felipe Pinheiro         | ator                                | Brasil                       | n.1960      |     |
| 31 de Outubro   | River Phoenix           | ator                                | Estados Unidos               | n. 1970     |     |
| 31 de Outubro   | Federico Fellini        | cineasta                            | Itália                       | n. 1920     |     |
| 13 de novembro  | Mário Benvenutti        | ator e cineasta                     | Brasil                       | n. 1926     |     |
| 26 de novembro  | Grande Otelo            | ator e humorista                    | Brasil                       | n. 1915     |     |
| 6 de dezembro   | Don Ameche              | ator                                | Estados Unidos               | n. 1908     |     |
| 14 de dezembro  | Myrna Loy               | atriz                               | Estados Unidos               | n. 1905     |     |